# Джордж Ванкувър
Вижте пояснителната страница за други личности с името Ванкувър.
Джордж Ванкувър (на английски: George Vancouver) е английски мореплавател и пътешественик-изследовател, капитан от Кралския военноморски флот на Великобритания. Известен е преди всичко с изследването на западното крайбрежие на Северна Америка – канадската провинция Британска Колумбия, американските щати Аляска, Вашингтон, Орегон, Хавайските острови и югозападното крайбрежие на Австралия.

## Ранни години (1757 – 1790)
Роден е на 22 юни 1757 година в Кингс Лин, графство Норфолк, Великобритания. Името му идва от родния град на баща му Джон Гаспар ван Куверден в Холандия. Постъпва в Кралския военноморски флот едва на 14-годишна възраст и служи на кораба на Джеймс Кук „Резолюшън“ по време на втората му околосветска експедиция (1772 – 1775), както и по време на третото му околосветско пътешествие (1776 – 1779), този път на борда на „Дискъвъри“.
След завръщането си в Англия през 1779 г. е повишен в чин лейтенант. Следващите години е на активна военна служба и отново се връща към изследователската си дейност едва през 1790 г., когато е поставен начело на голяма експедиция с цел изследването на тихоокеанското крайбрежие на Северна Америка и присъединяването на тези земи към британските владения.

## Околосветска експедиция (1791 – 1795)
От април 1791 г. до 20 октомври 1795 г. с два кораба, един от които „Дискавъри“, който командва лично, извършва трето околосветско плаване.
През 1791 г. изследва югозападното крайбрежие на Австралия от 115º 32` до 122º 08` и.д., където открива залива Кинг Джордж (35°05′ ю. ш. 118°05′ и. д. / 35.083333° ю. ш. 118.083333° и. д.) и скалистия остров Терминейшън (34°28′ ю. ш. 121°59′ и. д. / 34.466667° ю. ш. 121.983333° и. д. в архипелага Решерш), а на югоизточното крайбрежие на континента – носовете Чатам и Хау (37°30′ ю. ш. 149°59′ и. д. / 37.5° ю. ш. 149.983333° и. д.). По този начин Ванкувър вторично открива и картира част от крайбрежието на континента, което не е посещавано от холандската експедиция на Франсоа Тийсен през 1626 г., и на брега на залива Кинг Джордж издига английското знаме, като прави официална заявка за ново британско владение. През декември 1791 г. на о-вите Тубуай открива остров Рапа (40 km², 27°36′ ю. ш. 144°20′ з. д. / 27.6° ю. ш. 144.333333° з. д.), а през 1792 г. изследва Хавайските острови.
От април 1792 г. до 1794 г. изследва западното крайбрежие на Северна Америка от 39º 20` с.ш. до 60º с.ш., (днешното западно крайбрежие на американските щати Орегон и Вашингтон и канадската провинция Британска Колумбия), където открива остров Ванкувър (32 200 km²), протоците Джорджия, Джонстън и Кралица Шарлота, отделящи го от континента на изток, и множество острови и заливи в тези протоци. Изследва протока Хуан де Фука (отделящ остров Ванкувър на север от континента на юг) и южното му разклонение залива Пюджет Саунд, осеян със стотици острови, полуострови и заливчета. Детайлно изследва и о-вите Кралица Шарлота, където открива няколко острова – Грейъм (53°40′ с. ш. 132°40′ з. д. / 53.666667° с. ш. 132.666667° з. д.), Морсби, Луиз (52°57′ с. ш. 131°45′ з. д. / 52.95° с. ш. 131.75° з. д.), Кънгит и др. Изследва архипелага Александър и бреговете на залива Аляска до п-ов Кенай.
През 1792 г. Ванкувър се среща с испанската експедиция на Хуан Франсиско де ла Бодега и Куадра и съвместно откриват, изследват, картират и наименуват множество географски обекти по западното крайбрежие на континента.
След приключване на дейността си по западното крайбрежие на Северна Америка той се спуска на юг, заобикаля нос Хорн, и през октомври 1795 г. се завръща в Англия.

## Последни години (1795 – 1798)
След завръщането си от експедицията Дж. Ванкувър, един от най-големите изследователи на Англия, изпада в немилост поради критиките, отправени към него от няколко участници в експедицията. Почива в забрава три години след завръщането си, едва навършил 40 години.

## Памет
Неговото име носят:
- остров Ванкувър в Тихия океан, край западните брегове на Канада;
- полуостров Ванкувър в Югозападна Австралия;
- град Ванкувър в щата Вашингтон, САЩ;
- град Ванкувър в провинция Британска Колумбия, Канада;
- връх Ванкувър в провинция Юкон, Канада;
- нос Ванкувър в Западна Аляска, на брега на Берингово море;
- Ванкувър – морски музей в град Ванкувър, Канада.

## Трудове
- „A voyage of discovery to the North Pacific ocean and round the world... in the years 1790 – 1795“ (2ed., v. 1 – 6, atlas, 1801).